# Orlando Smith

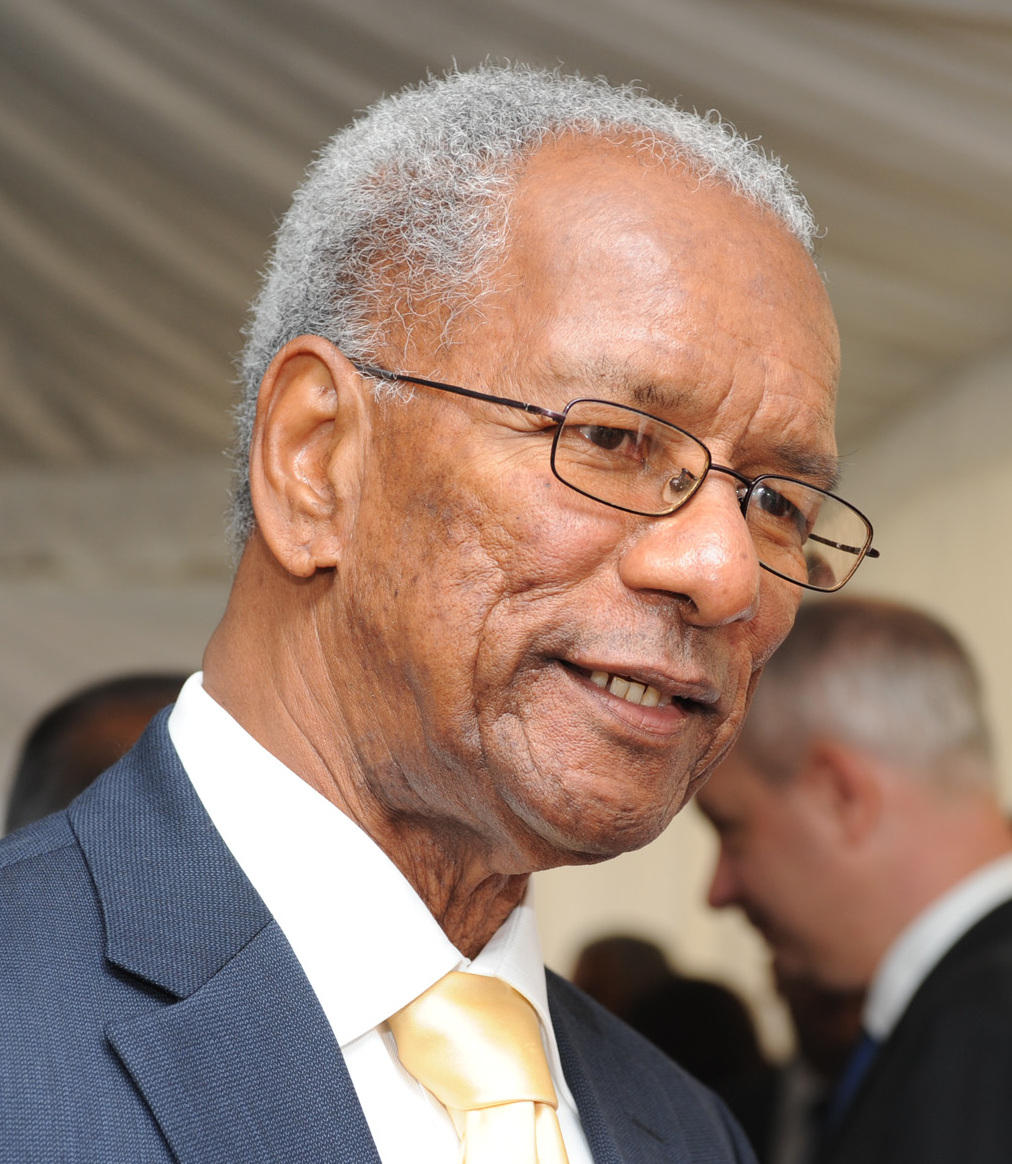
Orlando Smith (2012)

Orlando D. Smith (* 28. August 1944) war von 2003 bis 2007 sowie von 2011 bis 2019 Premierminister der Britischen Jungferninseln.

## Leben
Smith war ursprünglich Arzt mit dem Spezialgebiet Geburtshilfe und übte in dem britischen Überseegebiet viele Jahre lang das Amt des Chief Medical Officers aus. 1999 wurde er für die damals neu gegründete und von ihm geführte National Democratic Party (NDP) erstmals in den Legislativrat der Britischen Jungferninseln gewählt. Bei den Wahlen 2003 führte er die Partei zu einem Wahlsieg und löste damit im Juni 2003 die vorher regierende Virgin Islands Party (VIP) ab. Im August 2007 wurde er nach einer klaren Wahlniederlage durch Ralph T. O’Neal (VIP), welcher auch sein Vorgänger war, als Regierungschef abgelöst. Von November 2011 bis 2019 wurde Smith erneut Chief Minister. Zur Wahl 2019 trat Smith nicht mehr an.
Während seiner politischen Laufbahn trat Smith bei jeder Wahl als unabhängiger Kandidat an und gehörte daher keinem einzelnen politischen Bezirk an. Bei jeder Wahl, an der er teilgenommen hatte, mit Ausnahme der Wahl von 2007, hatte er mehr Stimmen erhalten als jeder andere unabhängige Kandidat.
Smith ist er verheiratet und hat drei Kinder.